# Modżtaba Asghari
Modżtaba Asghari (pers. مجتبی اصغری;ur. 1998) – irański zapaśnik walczący w stylu wolnym. Drugi w Pucharze Świata w 2019. Trzeci na MŚ kadetów w 2015. Wicemistrz Azji kadetów w 2015 roku. 